# Gozd Martuljek
Gozd Martuljek (pronunciación eslovena: [ˈɡɔst maɾˈtuːljɛk]) es una localidad eslovena perteneciente al municipio de Kranjska Gora en el noroeste del país.
En 2020, la localidad tenía una población de 629 habitantes.
El pueblo era conocido históricamente como "Rute" o "Gozd", hasta que adoptó su topónimo actual en 1955. Durante siglos fue una pequeña aldea de montaña dedicada a la ganadería, hasta que en el siglo XX se desarrolló en la zona el turismo de montaña, pues el pueblo es el principal acceso meridional al pico Trupejevo Poldne de las montañas Karavanke. Era un asentamiento de muy difícil acceso hasta 1870, cuando se construyó aquí una línea de ferrocarril de Jesenice a Tarvisio que fue cerrada al tráfico en 1966.
La localidad se ubica a orillas del Sava Dolinka, en la periferia oriental de la capital municipal Kranjska Gora sobre la carretera sobre la carretera 201 que lleva a Jesenice.